# Ligne de La Trinité-de-Réville à Lisieux
La ligne de La Trinité-de-Réville à Lisieux est une ancienne ligne ferroviaire française déclassée. Il s'agissait à l'origine d'un embranchement qui suivait la vallée de l'Orbiquet entre la gare de Lisieux, sur la ligne de Mantes-la-Jolie à Cherbourg, et la gare d'Orbec, distante d'une quinzaine de kilomètres. La ligne fut ensuite prolongée jusqu'à la gare de La Trinité-de-Réville afin de rejoindre la ligne d'Échauffour à Bernay
Elle constituait la ligne 401 000 du réseau ferré national.

## Histoire
Dans sa séance du 29 août 1868, le conseil général du Calvados a approuvé la construction d'un chemin de fer d'intérêt local d'Orbec à Lisieux d'une longueur de 16 km. Le 30 août 1869, la section a été concédée à M Watel qui s'était ensuite associé à M Lévy pour fonder le 3 octobre 1871 la Société anonyme du chemin de fer d'Orbec à Lisieux.
Le 30 avril 1870 ce chemin de fer a été déclaré d'utilité publique et la section a été mise en service le 2 juin 1873. Le trafic se limitait alors à 3 trains mixtes quotidiens de chaque sens, renforcé par un 4e aller et retour en soirée les dimanches et jours de fêtes.
Le 22 août 1879, le conseil général du Calvados cède par délibération les droits de concession de la ligne à l'État à titre gratuit. Par une convention signée le 20 février 1880 entre le ministre des Travaux publics et la compagnie du chemin de fer de Lisieux à Orbec, cette dernière cède la ligne à l'État. Cette convention est approuvée par une loi le 24 février 1881 qui incorpore la ligne dans le réseau d'intérêt général,. L'État confie provisoirement l'exploitation de la ligne à la Compagnie des chemins de fer de l'Ouest le 25 août 1881.
La section de La Trinité-de-Réville à Orbec a été déclarée d'utilité publique à titre de ligne d'intérêt général le 16 décembre 1875. Une loi du 31 juillet 1879 autorise le ministère des Travaux publics à entamer les travaux de construction de cette section. Elle a été ouverte à l'exploitation (provisoirement assurée par la Compagnie des chemins de fer de l'Ouest) le 18 septembre 1882.
La ligne est cédée en totalité par l'État à la Compagnie des chemins de fer de l'Ouest par une convention signée entre le ministre des Travaux publics et la compagnie le 17 juillet 1883. Cette convention est approuvée par une loi le 20 novembre suivant. La Compagnie des chemins de fer de l'Ouest en difficultés financières sera rachetée par l'administration des chemins de fer de l'État le 19 novembre 1908.
La totalité de la ligne a été fermée au service des voyageurs le 19 janvier 1934. Elle a été fermée au service des marchandises entre La Chapelle-Gauthier et Orbec le 30 septembre 1956 et entre Orbec et Lisieux le 1er juillet 1956.

### Dates de déclassement
- La Trinité-de-Réville à La Chapelle-Gauthier (PK 0,700 à 5,530) : 12 novembre 1954[15].
- La Chapelle-Gauthier à Orbec (PK 5,530 à 12,400) : 13 mai 1960[16].
- Orbec à Lisieux (PK 12,400 à 29,300) : 26 juillet 1969[17].

## La ligne
Voir schéma de ligne.